# Церква Покрови Пресвятої Богородиці (Бронгалівка)
Церква Покрови Пресвятої Богородиці в Бронгалівці — парафія і храм греко-католицької громади Підгаєцького деканату Бучацької єпархії Української греко-католицької церкви в селі Бронгалівка Тернопільського району Тернопільської области.

## Історія церкви
Село Бронгалівка, що виникло на білокриницьких землях у середині 1880-х років, спочатку мало назви Хатки Білокриницькі та Сільце коло Білокриниці. З 1900 року його назвали Бронгалівкою на честь Грегоржа Бронгаля, який жив тут з 1888 року.
Власної церкви в селі не було. До Другої світової війни тут проживало 342 особи, з яких 55% були греко-католиками, а 45% — римо-католиками. Усі жителі відвідували богослужіння та ховали померлих у сусідньому селі Білокриниці.
Греко-католицьку парафію в Бронгалівці зареєстрували 22 квітня 1993 року, а регулярні богослужіння розпочалися з 1994 року.
Муровану церкву Покрови Пресвятої Богородиці збудували за кошти громади у 1994 році. Її освятив преосвященний владика Димитрій Григорак 13 жовтня 2013 року.

## Парохи
- о. Микола Сухарський (1994—1998),
- о. Ігор Комарницький (1999—2007),
- о. Володимир Литвинів (з листопада 2007).